# メビウスの悪女 赤い部屋
『メビウスの悪女 赤い部屋』（メビウスのあくじょ）は、江戸川乱歩の「双生児」を原案とした2020年公開の日本映画。

## 概要
江戸川乱歩の傑作短編「双生児」の主人公を女性に置き換え現代風にアレンジした作品。赤い部屋シリーズ第一弾として公開された。主演の清水楓はグラビアアイドルとして活動、本作で映画初出演・初主演。その他、窪田将治監督の常連俳優の川野直輝、木下ほうか、草野康太、柳憂怜などが出演してる。

## キャスト
- 清水楓
- 川野直輝
- 柳憂怜
- 波岡一喜
- 草野康太
- 木下ほうか
- 美保純

## スタッフ
- 監督・脚本・編集：窪田将治
- エグゼクティブ・プロデューサー：村上潔
- プロデューサー：山口幸彦・宮下昇
- 撮影：春木康輔
- 録音：高島良太
- ヘアメイク：藤川美紗
- 衣装森内陽子
- 音楽：與語一平
- 製作：キングレコード・FAITHentertainment
- 企画：FAITHentertainment
- 配給：ブラウニー

## 関連記事
- 「夏のホラー秘宝まつり」で日本や韓国の新作初上映 - 映画ナタリー
- 「メビウスの悪女 赤い部屋」は江戸川乱歩の短編小説「双生児」を現代風にアレンジしたエロティックホラー - 映画ナタリー